# Oproaia, Iași
Oproaia este un sat în comuna Țibana din județul Iași, Moldova, România.